# Владимир Куц
Владимир Петрович Куц (7. фебруар 1927) је бивши совјетски атлетичар – дугопругаш, двоструки олимпијски победник, европски првак, светски и олимпијски рекордер и вишеструки првак Совјетског Савеза. По занимању је био официр Црвене армије.

## Спортска каријера
Куц се у младости бавио боксом, а тек у 21. години се почео бавити атлетиком, а већ у 24. години постао је један од најбољих светских атлетичара на стазама од 5.000 и 10.00 метара. 
Куц се први пут појавио на међународној сцени на Европском првенству 1954 у Берну, победивши фаворите Емила Затопека и Кристофера Чатавеја на 5.000 м и поставивши нови светски рекорд 13:56,6. Два месеца касније рекорд је поправио Чатавеј 13:51,6, али га је Куц поново преузео десет дана касније 13:51,2.
Пошто је поново изгубио рекорд 1955, ишчекивао се његов наступ на Летњим олимпијским играма 1956. у Мелбурну. Његов главни противник био је Гордон Пири, који је у претходној години постао светски рекордер. Међутим Куц побеђује у обе дисциплине на 5.000 и 10.000 м.
Куц 1957. поново поправља светски рекорд на 5.000 м са резултатом од 13:35,0, време које је тек 1965. поправио Рон Кларк. Куц се повукао са атлетских такмичења 1959. године.
Куц је умро на спавању 16. августа 1975. Није јасно да ли је у питању природна смрт или самоубиство. Зна се да се посвађао са својом бившим женом. По повратку кући напио се (што је у последње време често чинио), а онда прогутао десетак таблета за спавање и легао. Ујутро је дошао његов ученик да иду у теретану и нашао га мртвог. Да ли је то самоубиство или природна смрт остало је непознато.